# 1762년
1762년은 금요일로 시작하는 평년이다.

## 연호
- 청(淸) 건륭(乾隆) 27년
- 일본(日本) 호레키(宝暦) 12년
- 후 레 왕조(後黎朝) 까인흥(景興) 23년

## 기년
- 류큐(琉球) 쇼보쿠왕(尚穆王) 11년
- 청(淸) 고종 건륭제(高宗 乾隆帝) 27년
- 조선(朝鮮) 영조(英祖) 38년
- 후 레 왕조(後黎朝) 현종(顯宗) 23년

## 사건
- 조선의 사도세자가 부왕 영조에 의해 뒤주에 갇히다.

## 문화
- 1월 7일 - 모차르트 첫 연주여행 시작.
- 루소의 민약론 이루어짐.

## 탄생
- 5월 19일 - 독일의 철학자 요한 고틀리프 피히테. (~1814년)
- 8월 5일 - 조선 후기의 문신, 실학자, 저술가, 시인 정약용. (~1836년)
- 8월 12일 - 영국의 국왕 조지 4세. (~1830년)

## 사망
- 1월 5일 - 러시아 제국 로마노프 왕조의 6번째 군주 옐리자베타 페트로브나. (1709년~)
- 7월 12일 - 조선 영조의 둘째 아들 장조. (1735년~)
- 7월 17일 - 러시아 제국 로마노프 왕조의 7번째 군주 표트르 3세. (1728년~)
- 8월 31일 - 일본의 제116대 천황 모모조노 천황. (1741년~)